# Serial Experiments Lain (spel)
Serial Experiments Lain är ett spel som släpptes till PlayStation den 26 november 1998 av Pioneer LDC, och klassificerades aldrig under en specifik genre. Dess innehåll är talintensivt och genomgående på japanska, då det aldrig släpptes utanför Japan. Med hjälp av Lain låser spelaren upp bitar av multimediainformation (Lains terapier, hennes dagbok, anteckningar från hennes terapeut, videoklipp) för att ta reda på vad som hände med henne. Spelet har samma miljö och huvudfigur som animen med samma namn, men handlingen skiljer sig.